# Marx Meyer

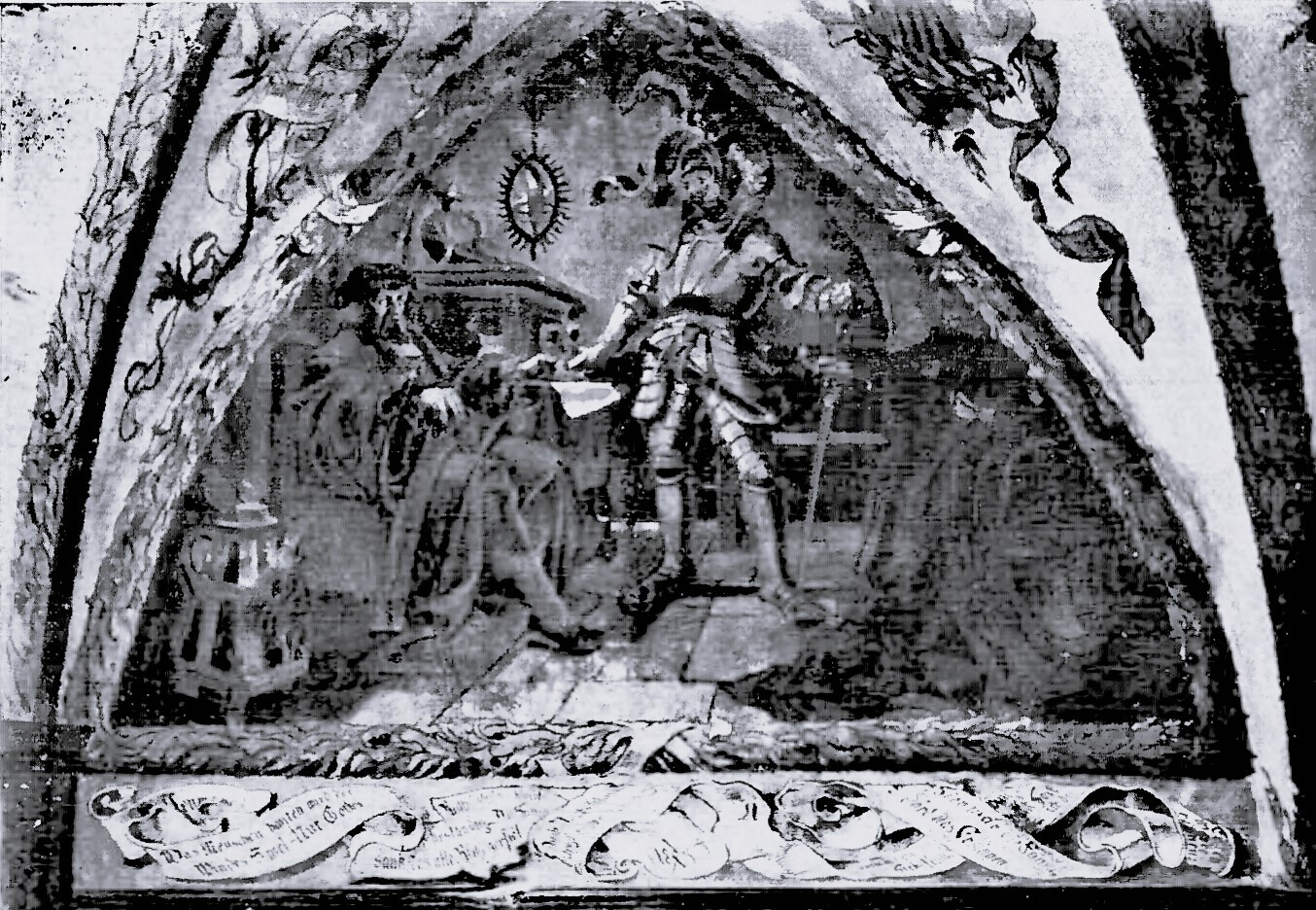
Wullenwever und Meyer in der Geibelschen „Septembernacht“ im lübeckischen Ratskeller

Marx Meyer, auch Marcus Meyer oder Markus Meyer, († Juni 1536) war ein Ankerschmied aus Hamburg, der den Lübeckern unter Jürgen Wullenwever als Feldherr diente.

## Leben
Das erste Mal erwähnt wird Marx Meyer, als er sich 1526 als Schmiedemeister in Hamburg niederließ und das Hamburger Bürgerrecht erwarb. Aus den 1520er Jahren sind auch einige Rechnungen belegt. Dem als stattlich beschriebenen Marx Meyer schien das Leben als Handwerksmeister jedoch zu langweilig geworden zu sein, denn 1531/32 war er als Söldnerführer bei dem missglückten Versuch des 1523 abgesetzten dänischen Königs Christian II. dabei, Norwegen zurückzuerobern. Dabei muss er den auf der Seite Friedrichs I. kämpfenden Lübeckern aufgefallen sein, denn noch im selben Jahr trat er als Hauptmann über die Stadtknechte in ihre Dienste und gewann bald auch politischen Einfluss.

### Hauptmann in Lübeck
Nach der Festsetzung des abgesetzten dänischen Königs auf Schloss Sonderburg, zu dessen Festnahme Meyer tatkräftig mitgewirkt hatte, im August 1532 wurde er als Befehlshaber einen achthundert Mann starken Truppe nach Österreich geschickt, als Teil der „Türkenhilfe“, die der Kaiser von allen Reichsständen angesichts der türkische Bedrohung angefordert hatte. Das osmanische Heer war bei seiner Ankunft bereits abgezogen, so dass Meyer mit seinen Truppen wieder nach Lübeck zurückkehren konnte.
Am 19. März 1533 heiratete er die Witwe des kurz zuvor verstorbenen Bürgermeisters Gottschalck Lunte, Elsabe von Wickede, eine Tochter des Hermann von Wickede – wenn auch gegen den Willen ihrer Verwandtschaft – und stieg damit in die höchsten Kreise der Gesellschaft auf. Als Emporkömmling und wegen seiner außerordentlichen Prunksucht war er dem Patriziat stets ein Dorn im Auge. Dies umso mehr, da er seiner Hamburger Geliebten Agneta Willeken trotz der Eheschließung die Treue hielt. Sie beeinflusste ihn mit ihrem Ehrgeiz und begleitete ihn sogar in den Krieg.
Als die Lübecker unter Jürgen Wullenwever 1533 eine Kaperfehde gegen die Niederländer begannen, war Marx Meyer der Anführer der Nordsee-Flotte. Seine Aufgabe war es, den direkten Handel zwischen den Niederlanden und den östlichen Ostseeanrainern (besonders Danzig) zu verhindern, um Lübecks Stapelrecht durchzusetzen. Das Vorhaben war von wenig Erfolg gekrönt. Während schon um einen Waffenstillstand verhandelt wurde, landete Marx Meyer auf der Suche nach Proviant mit seinem Schiff in England, wo er umgehend als Seeräuber festgenommen wurde. Aufgrund einer Intervention von Hansekaufleuten kam Marx Meyer aber frei und erhielt eine Audienz beim englischen König Heinrich VIII. Marx Meyer schlug dem König ein gegen Dänemark und gegen den Kaiser gerichtetes Bündnis mit Lübeck vor. Heinrich VIII., der nach der Annullierung seiner Ehe mit Katharina von Aragón und dem Zerwürfnis mit der katholischen Kirche und Karl V. neue Verbündete suchte, ging auf den Vorschlag ein, schlug Marx Meyer sogar zum Ritter und entließ ihn reich beschenkt.
Im April 1533 starb Friedrich I. und der dänische Reichsrat konnte sich nicht auf einen Nachfolger einigen. In dieser Situation bot Lübeck Friedrichs ältestem Sohn Herzog Christian, dem späteren Christian III., seine Unterstützung an. Dieses Angebot wurde von Melchior Rantzau im Namen des Herzogs abgewiesen. Lübeck, das sich nach den 150 Jahre alten Bestimmungen des Friedens von Stralsund berechtigt wähnte, den dänischen König zu bestimmen, ging daraufhin eine Koalition mit Anhängern Christians II. ein. Man plante sogar, auf einem Wege Gustav I. Wasa, von dem sich Lübeck betrogen fühlte, abzusetzen. Zu dieser Zeit war Marx Meyer, wie die Chronisten Reimar Kock und Hermann Bonnus berichten, neben dem ebenfalls aus Hamburg stammenden Syndikus Johann Oldendorp und dem Kaufmann Harmen Israhel der einzige Ratgeber des Bürgermeisters.

### Grafenfehde
Im Mai 1534 brach die sogenannte Grafenfehde mit dem Überfall von Christoph von Oldenburg, einem Cousin des abgesetzten Christian II., auf Fünen aus. Gleichzeitig eröffnete Lübeck als dessen Verbündeter den Krieg gegen Herzog Christian mit einem Einfall von Marx Meyers Truppen in Holstein. Dieser Überfall erfolgte ohne vorherige Kriegserklärung. In Mölln nahm Meyer den jungen Svante Sture, einen Sohn von Sten Sture, als Geisel, mit der Absicht, ihn als schwedischen Marionettenkönig einzusetzen.
Während Graf Christoph innerhalb kurzer Zeit neben Fünen auch Seeland und Schonen eroberte, führte Marx Meyer, statt sich strategisch sinnvollen Zielen zuzuwenden, ohne das Wissen des Lübecker Rats einen persönlichen Rachefeldzug gegen Angehörige der Familie Rantzau, weil er und seine Geliebte sich von Melchior Rantzau persönlich beleidigt fühlten. Trittau, Reinbek, Eutin und nach vergeblicher Belagerung der Siegesburg die Stadt Segeberg sowie einige Herrenhäuser fielen ihm zum Opfer. Dieser Angriff wurde durch holsteinische Ritter und Bauern zurückgeschlagen, die im November 1534 Lübeck belagerten. Lübeck schloss den Frieden von Stockelsdorf mit dem Herzogtum Holstein. Da dem inzwischen zum König gekrönten Christian III. an einer schneller Beendigung des Konflikts gelegen war, um seine Kräfte auf den von Skipper Clement angeführten Bauernaufstand in Jütland konzentrieren zu können, kam Lübeck glimpflich davon.

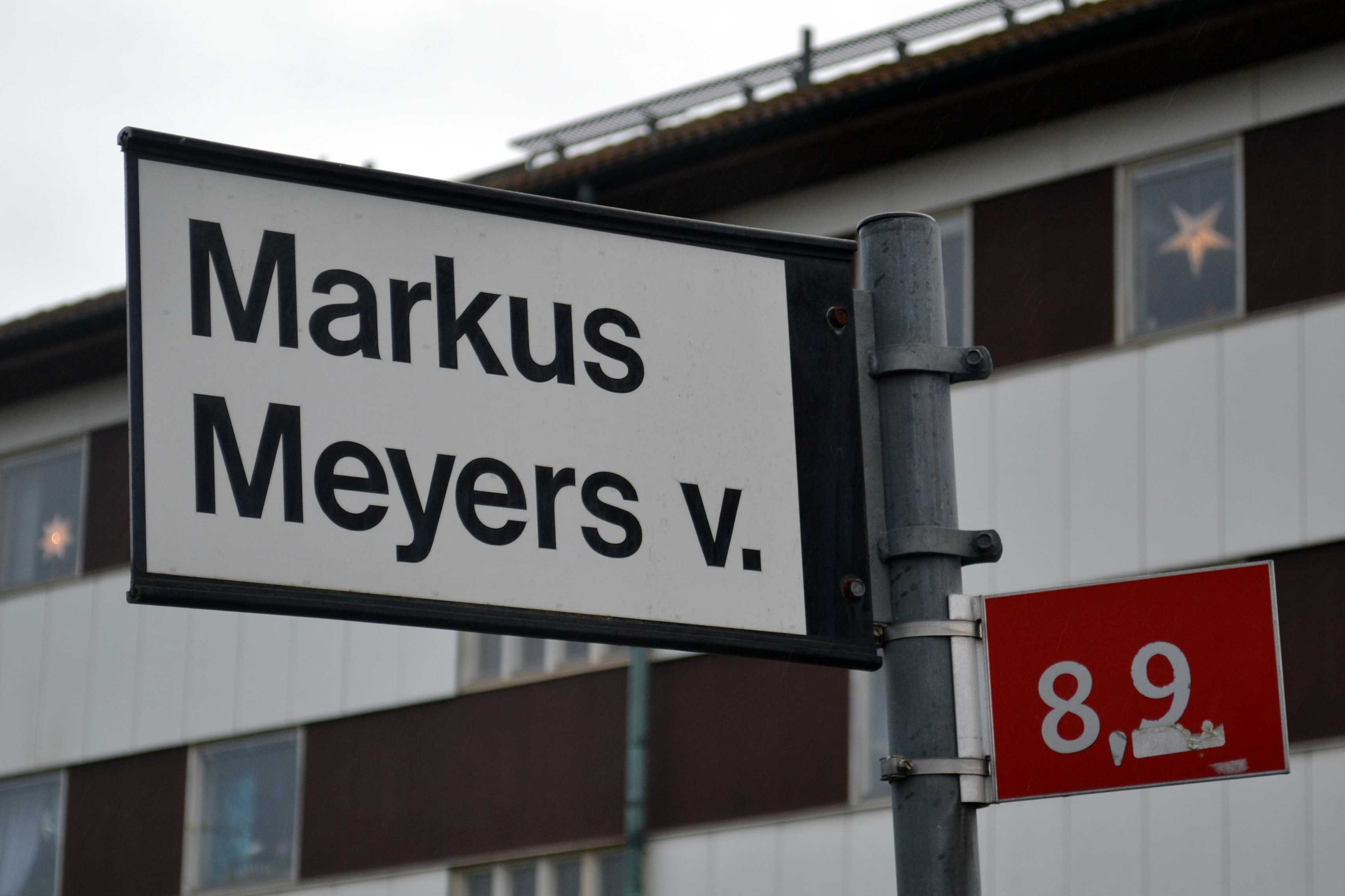
Markus Meyers väg in Varberg (Schweden)

Zu der Zeit war Marx Meyer bereits nach Kopenhagen zu Graf Christoph aufgebrochen. Graf Christoph, der dort offiziell für Christian II. regierte, belehnte Marx Meyer mit Island. Marx Meyers unüberlegte, von sinnloser Zerstörungswut geprägten Überfälle in Schonen trugen nicht unwesentlich zur Erstarkung des Widerstandes der dortigen Bevölkerung bei. Nach anfänglichen Siegen wurden die Lübecker und ihre Verbündeten bald nach Helsingborg zurückgedrängt. Bei der Erstürmung der Stadt Anfang 1535 wurde Marx Meyer gefangen genommen und ins Sundschloss Festung Varberg gesperrt. Es gelang ihm, sich zu befreien und zudem sein Gefängnis zum Widerstandsnest auszubauen, angeblich, indem er die Frau des Schlossherrn verführte. Er eroberte auch noch die Umgebung des Schlosses und hielt dort aus, auch nachdem Lübeck im August 1535 Frieden mit Dänemark geschlossen hatte und Jürgen Wullenwever Nikolaus Brömse hatte weichen müssen. Von Lübeck erhielt er keinerlei Unterstützung mehr. Stattdessen wurde dort sein Bruder Gerd Meyer, der ihm Proviant verschaffen wollte, festgenommen. Da Marx Meyer jedoch noch über Schiffe verfügte, konnte er sich aus Kopenhagen, das sich noch nicht Christian III. unterworfen hatte, versorgen lassen. Erst im Mai 1536 zwang ihn die Zerstörung seiner Schiffe durch die dänische Flotte zur Kapitulation. Obwohl er freien Abzug ausgehandelt hatte, wurde er am 1. Juni 1536 festgenommen, peinlich verhört und einige Tage später durch Enthauptung und Vierteilung hingerichtet. Sein Bruder wurde wenige Tage später ebenfalls hingerichtet.

## Literarisches
Marx Meyer und Jürgen Wullenweber sind die Hauptpersonen in Emanuel Geibels Gedicht Eine Septembernacht, zuerst veröffentlicht 1845 im Morgenblatt für gebildete Leser. In dem Zeitgedicht, das ein Protest gegen das Königreich Dänemark und dessen Sundzoll ist, beschreibt er eine Vision, die er im Ratskeller zu Lübeck hatte und in der die beiden als Symbole vergangener, aber auch ersehnter kommender deutscher Größe erscheinen.